# Trent Alexander-Arnold
Trent John Alexander-Arnold (sinh ngày 7 tháng 10 năm 1998) là một cầu thủ bóng đá chuyên nghiệp người Anh hiện đang thi đấu ở vị trí hậu vệ phải hoặc tiền vệ cho câu lạc bộ La Liga Real Madrid và đội tuyển bóng đá quốc gia Anh. Nổi tiếng nhờ lối chơi giàu kỹ thuật, khả năng kiến tạo xuất sắc, khả năng chuyền bóng và tạt bóng siêu hạng, anh được đánh giá là một trong những hậu vệ cánh xuất sắc nhất thế giới trong thế hệ của mình.
Trưởng thành từ học viện đào tạo trẻ của Liverpool, Alexander-Arnold có mặt tại đội hình chính của đội bóng từ mùa giải 2016-17. Anh giành danh hiệu cầu thủ trẻ xuất sắc nhất của Liverpool trong các năm 2017 và 2018. Năm 2019, anh cùng Liverpool giành được danh hiệu vô địch UEFA Champions League, Siêu cúp châu Âu, FIFA Club World Cup và có tên trong đội hình tiêu biểu mùa giải của cả Premier League và UEFA Champions League. Một năm sau đó, anh là nhân tố chủ chốt của Liverpool trên con đường đi đến chức vô địch Premier League sau 30 năm chờ đợi. Anh đang giữ kỷ lục là cầu thủ trẻ nhất xuất phát hai lần trong trận chung kết UEFA Champions League. Năm 2025, anh chuyển sang khoác áo cho Real Madrid.
Alexander-Arnold đã thi đấu ở nhiều cấp độ trẻ của đội tuyển Anh, anh sau đó được gọi vào đội tuyển chuyên nghiệp và có trận ra mắt vào năm 2018. Anh đại diện cho đất nước tham dự hai kỳ FIFA World Cup (vào các năm 2018 và 2022), và là thành viên trong đội tuyển giành hạng ba tại UEFA Nations League 2019 và á quân tại UEFA Euro 2024.

## Tuổi thơ, giáo dục và sự nghiệp ban đầu
Trent John Alexander-Arnold sinh ngày 7 tháng 10 năm 1998 tại West Derby, Liverpool. Anh đã theo học tại Trường Tiểu học Công giáo St Matthew's, sau đó đăng ký vào Cao đẳng St Mary's ở Crosby.
Trent Alexander-Arnold bắt đầu chơi bóng đá từ khi còn nhỏ, và anh đã được phát hiện bởi huấn luyện viên học viện của Liverpool khi mới 6 tuổi. Anh gia nhập học viện của câu lạc bộ và bắt đầu tập luyện hai đến ba lần một tuần. Anh đã nhanh chóng thể hiện tài năng của mình và được bổ nhiệm làm đội trưởng của câu lạc bộ ở cấp độ U16 và U18. Ở tuổi 14, Trent Alexander-Arnold rời trường St Mary's để theo học tại Trường Trung học Rainhill, một trường học có liên kết với câu lạc bộ bóng đá Liverpool. Quyết định này cho phép anh có nhiều thời gian tập luyện hơn cho sự nghiệp bóng đá của mình.
Trent Alexander-Arnold bắt đầu sự nghiệp của mình ở vị trí tiền vệ cánh, nhưng anh đã chuyển sang vị trí hậu vệ phải khi còn là cầu thủ trẻ. Vị trí này mang lại cho anh cơ hội tốt nhất để tiến lên đội một, và anh đã thể hiện xuất sắc trong vai trò mới của mình. Cựu đội trưởng Liverpool, Steven Gerrard đã khen ngợi Alexander-Arnold và dự đoán anh sẽ có tương lai tươi sáng tại câu lạc bộ.

## Sự nghiệp câu lạc bộ

### Liverpool

#### Giai đoạn đội trẻ
Alexander-Arnold sinh ra tại West Derby, Liverpool và học tiểu học tại trường Công giáo St Matthews. Anh được tuyển trạch viên của Liverpool phát hiện và đưa vào đội trẻ từ khi mới 6 tuổi. Anh từng là đội trưởng đội U-16 và U-18 của Liverpool dưới sự huấn luyện của huấn luyện viên Pepijn Lijnders. Trong cuốn tự truyện của danh thủ Steven Gerrard vào năm 2015, cựu đội trưởng Liverpool nhận xét Trent Arnold có cơ hội tuyệt vời để trở thành một cầu thủ chuyên nghiệp hàng đầu. Trong quá trình chuẩn bị cho mùa giải 2015-16, anh được huấn luyện viên đội một Brendan Rodgers tạo điều kiện cho thi đấu ở trận giao hữu với Swindon Town.

#### Thi đấu cho đội một từ mùa giải 2016-17
Alexander-Arnold có trận đấu chính thức đầu tiên cho đội một Liverpool vào ngày 25 tháng 10 năm 2016, trong chiến thắng 2-1 trước Tottenham Hotspur tại vòng 4 EFL Cup. Anh bị một thẻ vàng và bị thay ra ở phút 68 bởi Nathaniel Clyne. Anh ra sân ngay từ đầu trong trận đấu kế tiếp tại EFL Cup của Liverpool và có đường chuyền thành bàn đầu tiên trong sự nghiệp thi đấu chuyên nghiệp, giúp người đồng đội Divock Origi ghi bàn mở tỉ số trong chiến thắng 2–0 trước Leeds United. Ngày 14 tháng 12, anh có trận đấu ra mắt tại Premier League khi vào sân ở những phút cuối chiến thắng 3-0 trước Middlesbrough. Anh bất ngờ có lần ra sân chính thức đầu tiên tại giải đấu hàng đầu nước Anh ở trận gặp Manchester United ngày 15 tháng 1 năm 2017. Tháng 5 năm 2017, anh được bầu là cầu thủ trẻ xuất sắc nhất mùa giải của Liverpool sau khi có 12 trận cho đội một Liverpool trên mọi mặt trận.

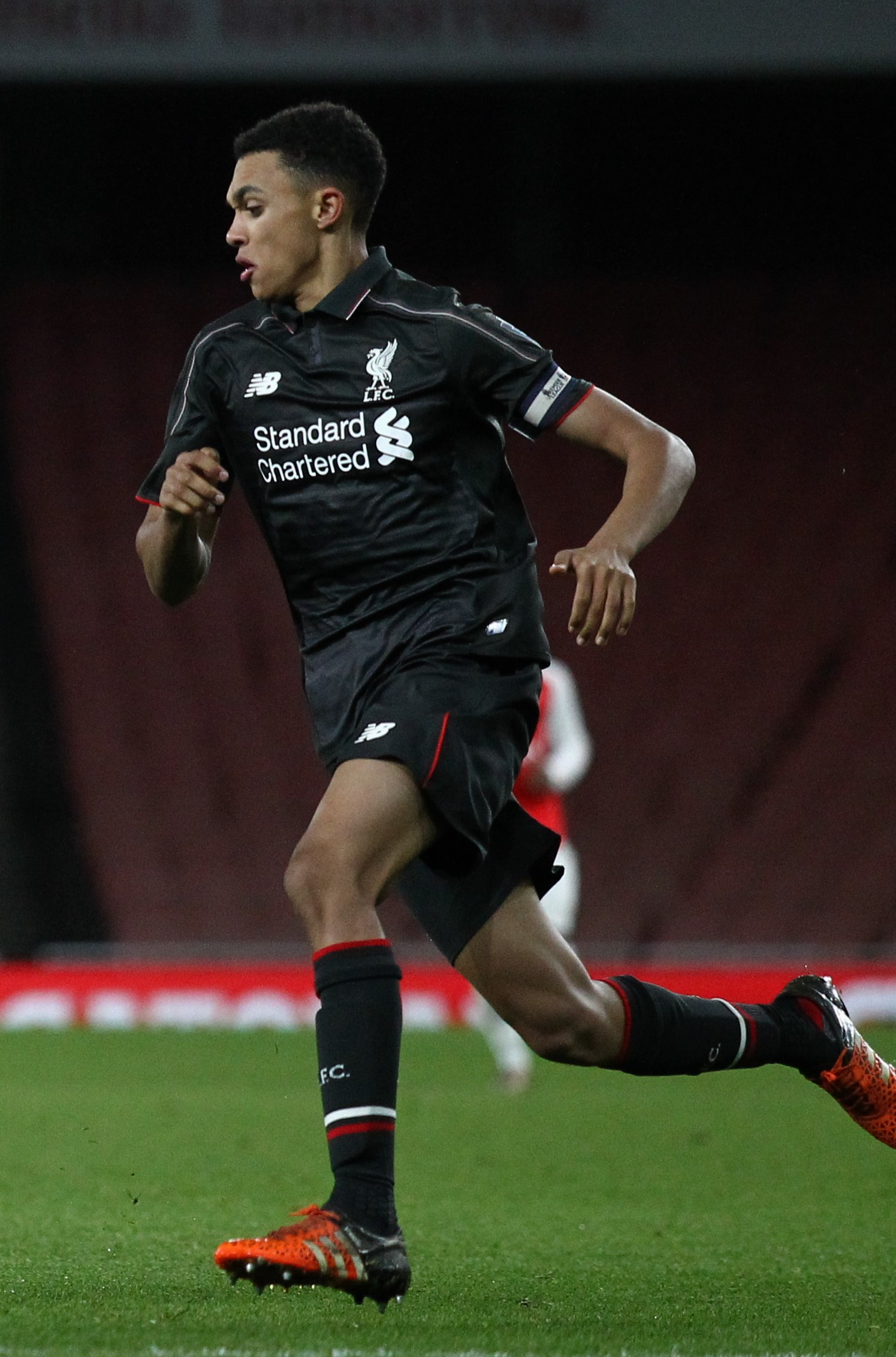
Alexander-Arnold trong trận đấu với U-18 Arsenal khi anh còn là đội trưởng của U-18 Liverpool vào năm 2016.

#### 2017-18
Ngày 15 tháng 8 năm 2017, Alexander-Arnold ghi bàn thắng đầu tiên cho Liverpool với một pha đá phạt trực tiếp mở tỉ số trong chiến thắng 2-1 trước đội bóng Đức Hoffenheim trong trận lượt đi vòng play-off UEFA Champions League 2017–18. Tại vòng bảng Champions League, anh cũng có một pha lập công trong chiến thắng 7-0 trước Maribor ngày 17 tháng 10, trận thắng sân khách đậm nhất của bóng đá Anh ở sân chơi châu Âu. Alexander-Arnold có được bàn thắng đầu tiên tại Premier League vào ngày 27 tháng 12, bàn thắng nâng tỉ số lên 3-0 (Liverpool thắng 5–0 chung cuộc) trước Swansea City tại sân Anfield.
Ngày 4 tháng 4 năm 2018, Alexander-Arnold trở thành cầu thủ người Anh trẻ nhất từng ra sân ở một trận tứ kết Champions League trong cuộc đối đầu với Manchester City. Liverpool giành chiến thắng 3-0 và anh được đánh giá có một màn trình diễn xuất sắc. Ngày 10 tháng 5, Alexander-Arnold lần thứ hai liên tiếp giành giải thưởng cầu thủ trẻ xuất sắc nhất mùa giải của Liverpool. Với việc được đá chính trong trận chung kết UEFA Champions League 2018 với Real Madrid, Alexander-Arnold trở thành cầu thủ trẻ nhất trong lịch sử Liverpool được đá chung kết cúp châu Âu. Dù Liverpool thất bại 1-3, Alexander-Arnold vẫn nhận được nhiều lời ngợi khen nhờ thành công trong việc phong tỏa siêu sao Cristiano Ronaldo.

#### 2018-19
Ngày 15 tháng 9 năm 2018, Alexander-Arnold có trận đấu thứ 50 cho Liverpool trong chiến thắng 2-1 trước Tottenham tại Premier League. Ngày 24 tháng 11 năm 2018, anh lại có thêm một bàn thắng từ đá phạt trực tiếp, lần này là trong trận thắng Watford 3-0. Tháng 12 năm 2018, anh về nhì trong cuộc bầu chọn danh hiệu Cậu bé Vàng, giải thưởng cho cầu thủ trẻ dưới 21 tuổi chơi ấn tượng nhất trong năm tại Châu Âu, sau cầu thủ người Hà Lan Matthijs de Ligt.
Ngày 27 tháng 2 năm 2019, Alexander-Arnold trở thành cầu thủ trẻ nhất trong lịch sử Premier League có ba đường chuyền thành bàn trong một trận đấu, để giúp các đồng đội Sadio Mané (cú đúp) và Virgil van Dijk lập công trong trận thắng 5-0 trước Watford. Đến ngày 5 tháng 4, anh trở thành cầu thủ trẻ thứ 5 trong lịch sử Liverpool đạt đến cột mốc 50 trận tại Premier League khi ra sân trong trận thắng Southampton 3-1. Đến cuối tháng 4, anh được Hiệp hội cầu thủ chuyên nghiệp Anh (PFA) chọn vào vị trí hậu vệ cánh phải trong Đội hình tiêu biểu của Premier League mùa giải 2018-2019.
Ngày 4 tháng 5, trong trận thắng Newcastle United 3-2, Alexander-Arnold có hai pha kiến tạo để nâng tổng số kiến tạo của mình lên 11, con số kỷ lục trong một mùa giải của một hậu vệ. Người đồng đội của anh tại Liverpool Andrew Robertson cũng có con số kiến tạo tương tự. Tuy nhiên trong trận này anh may mắn thoát thẻ đỏ trực tiếp dù có pha dùng tay cản bóng trong bàn thắng đầu tiên của Newcastle. Ba ngày sau đó, anh có hai pha kiến tạo trong cuộc lội ngược dòng không tưởng 4-0 trước Barcelona. Ở pha kiến tạo thứ hai ấn định tỷ số 4-0, Alexander-Arnold ra vẻ sẽ không thực hiện quả phạt góc mà nhường cho Xherdan Shaqiril nhưng nhận thấy các cầu thủ Barcelona mất tập trung ở tình huống tổ chức phòng ngự phạt góc nên anh bất ngờ thực hiện quả đá phạt nhanh chuyền ngang vào trong cho Divock Origi đệm lòng ghi bàn.
Tại vòng đấu thứ 38 của Premier League 2018-19, Alexander-Arnold tạt bóng để Mané ấn định tỷ số 2-0 trước Wolverhampton Wanderers, giúp anh phá kỷ lục kiến tạo của một cầu thủ phòng ngự tại Ngoại hạng Anh (12 kiến tạo). Tuy nhiên Liverpool không thể đăng quang tại Ngoại hạng Anh do kém Manchester City 1 điểm. Alexander-Arnold trở thành cầu thủ trẻ nhất xuất phát hai lần trong trận chung kết UEFA Champions League khi vào sân ngay từ đầu trận đấu với Tottenham. Liverpool giành chức vô địch Champions League/Cup C1 thứ sáu trong lịch sử sau chiến thắng 2-0 và cá nhân Alexander-Arnold có tên trong đội hình tiêu biểu của giải đấu.

#### 2019-20

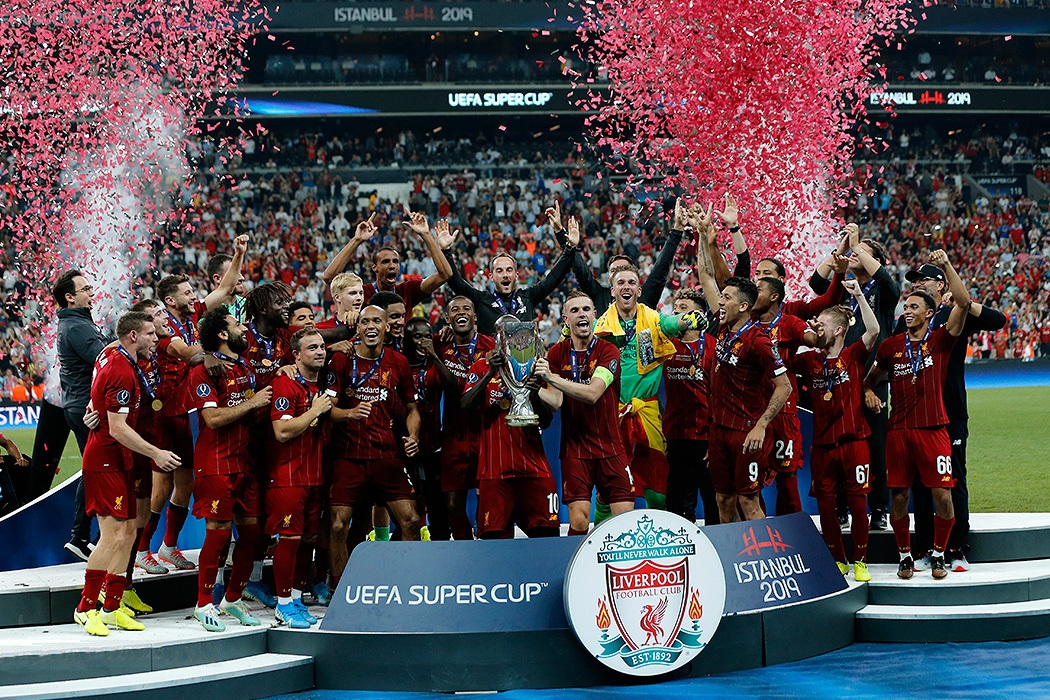
Alexander-Arnold (ngoài cùng bên phải) ăn mừng danh hiệu vô địch Siêu cúp châu Âu 2019 cùng với các đồng đội tại Liverpool.

Alexander-Arnold bắt đầu mùa giải mới 2019-20 với đường chuyền thành bàn cho Origi trong trận thắng Norwich 4–1. Nhờ đó, anh trở thành cầu thủ thứ 8 tại Giải Ngoại hạng Anh và đầu tiên của Liverpool có đường chuyền thành bàn trong 5 trận liên tiếp. Anh thực hiện thành công lượt sút luân lưu của mình trong trận Siêu cúp châu Âu 2019 với Chelsea để giúp Liverpool thắng chung cuộc 5–4 trên loạt sút luân lưu. Ngày 22 tháng 9, anh có bàn thắng đầu tiên trong mùa giải. Từ pha dàn xếp đá phạt với Mohamed Salah, ở khoảng cách 20 mét, Alexander-Arnold cứa lòng hiểm hóc vào góc cao, đánh bại thủ môn của Chelsea.
Ngày 2 tháng 11, anh trở thành cầu thủ trẻ thứ tư trong lịch sử Liverpool đạt đến cột mốc 100 trận và có một pha kiến tạo cho Sadio Mané trong chiến thắng Aston Villa 2-1. Đúng một tháng sau đó, anh trở thành hậu vệ cánh phải có vị trí bình chọn cao nhất trong buổi lễ trao giải Ballon d'Or. Ngày 18 tháng 12, trong trận bán kết FIFA Club World Cup 2019 với Monterrey, sau khi vào sân thay James Milner, anh chuyền bóng cho Roberto Firmino ấn định chiến thắng chung cuộc cho Liverpool. Ba ngày sau đó, anh ra sân ngay từ đầu và chơi trọn 120 phút trận chung kết với Flamengo và cùng Liverpool giành danh hiệu vô địch sau trận thắng 1-0.
Cuối tháng 2 năm 2020, sau chiến thắng 3–2 trước West Ham United, Alexander-Arnold cân bằng thành tích kiến tạo của mình trong mùa giải trước (12 lần) và đạt đến cột mốc 25 kiến tạo ở Premier League. Anh là cầu thủ trẻ thứ ba đạt được cột mốc này, sau Cesc Fàbregas và Wayne Rooney. Sau khi giải đấu bị tạm hoãn từ tháng 3 đến tháng 6 do dịch COVID-19, Alexander-Arnold và Liverpool giành chức vô địch Ngoại hạng Anh sau 30 năm chờ đợi và vô địch sớm bảy vòng đấu. Tại vòng 37 Ngoại hạng Anh sau đó ngày 22 tháng 7 gặp Chelsea, Alexander-Arnold ghi bàn từ chấm đá phạt nâng tỉ số lên 2-0 cho Liverpool và phá kỷ lục kiến tạo của một hậu vệ do chính anh tạo ra mùa trước với pha tạt bóng như đặt cho Firmino nâng tỉ số lên 4-1.

## Sự nghiệp đội tuyển quốc gia

### Các đội trẻ
Alexander-Arnold là thành viên của các đội trẻ Anh ở nhiều cấp độ. Năm 2015, anh tham dự Giải vô địch bóng đá U-17 thế giới 2015 tại Chile. Tại Vòng loại Giải vô địch bóng đá U-17 châu Âu 2017, Alexander-Arnold có tổng cộng 4 bàn thắng giúp U-17 Anh vượt qua vòng loại, trong đó có cú đúp trước U-17 Tây Ban Nha tại trận đấu cuối cùng vòng loại.
Tháng 8 năm 2017, Alexander-Arnold được gọi vào đội U-21 Anh lần đầu tiên cho các trận đấu vòng loại U-21 Châu Âu với U-21 Latvia và U-21 Hà Lan. Anh có trận đấu đầu tiên cho U-21 Anh trong chiến thắng 3–0 trước U-21 Latvia.

### Đội tuyển bóng đá Anh
Alexander-Arnold lần đầu tiên được triêu tập vào Đội tuyển bóng đá quốc gia Anh vào tháng 5 năm 2018 để tham dự World Cup 2018 tại Nga. Anh có trận đấu ra mắt đội tuyển vào ngày 7 tháng 6 năm 2018 trong trận giao hữu thắng Costa Rica 2-0 tại Elland Road. Alexander-Arnold có cơ hội lần đầu tiên ra sân tại giải đấu cao nhất cấp độ đội tuyển quốc gia trong trận cuối cùng của vòng bảng thua đội tuyển Bỉ 1-0 ngày 28 tháng 6 và đây cũng là lần cuối cùng anh góp mặt tại giải đấu này, giải đấu mà đội tuyển Anh giành hạng 4 chung cuộc.
Ngày 15 tháng 11 năm 2018, trong trận đấu giao hữu với đội tuyển Mỹ tại Wembley, Alexander-Arnold có bàn thắng đầu tiên cho đội tuyển Anh. Ở tuổi 20 và 39 ngày, anh trở thành cầu thủ Liverpool trẻ nhất sau Michael Owen ghi bàn cho đội tuyển quốc gia. Anh được đá chính và là một trong các cầu thủ tham gia đá phạt đền thành công giúp Anh vượt qua Thụy Sỹ với tỷ số 6-5 trên loạt sút luân lưu tại trận tranh hạng ba UEFA Nations League 2019.

## Hồ sơ cầu thủ

### Phong cách thi đấu
Được biết đến với khả năng chuyền bóng, tạt bóng và kiến tạo, anh được coi là một trong những hậu vệ phải xuất sắc nhất thế giới, mặc dù bị cáo buộc có những sai sót trong khả năng phòng ngự.
Trong những năm đầu sự nghiệp, anh đã nổi lên như một trong những cầu thủ sáng tạo nhất của Premier League nhờ vai trò kiến tạo bàn thắng từ những pha tạt bóng sớm và đá phạt. Anh sở hữu khả năng chuyền bóng ấn tượng, được cho là do sự phát triển của anh khi còn là tiền vệ trong thời gian tham gia học viện thanh niên của Liverpool, và đã trở thành một trong những chuyên gia đá phạt được chỉ định của Liverpool cho các tình huống bóng chết kể từ mùa giải 2017–18. Sự khéo léo và thông minh của Alexander-Arnold trong các tình huống bóng chết đã được Gary Lineker và Cesc Fàbregas đặc biệt khen ngợi sau khi anh kiến tạo bàn thắng quyết định trong trận bán kết Champions League 2018–19.
Dưới thời huấn luyện viên Jürgen Klopp của Liverpool, người có cách bố trí chiến thuật đặt trách nhiệm sáng tạo lên vai các hậu vệ cánh của câu lạc bộ, Alexander-Arnold chủ yếu được triển khai bên hành lang cánh phải, nơi những pha băng lên chồng biên, chuyển đổi lối chơi, độ chính xác của những quả tạt bóng và tốc độ truy cản khiến anh trở thành một nhân tố quan trọng trong lối chơi chuyển đổi, phản công của đội.

### Đánh giá
Cầu thủ từng vô địch World Cup, Cafu đã dành lời khen ngợi Alexander-Arnold, cho biết "Cậu ấy là một cầu thủ phi thường, một tài năng hiếm có. Cậu ấy có kỹ thuật xuất sắc, sở hữu rất nhiều phẩm chất. Cậu ấy có lối chơi mang phong cách Brazil. Tôi rất thích xem cậu ấy thi đấu. Và việc thi đấu trong một đội bóng lớn như vậy sẽ giúp cậu ấy phát triển." Lionel Messi đã gọi anh là "ấn tượng" và nhận xét "[Anh ấy là] tương lai, một hậu vệ cánh ấn tượng khi tấn công." Cựu hậu vệ của Manchester United, Gary Neville cho biết, "Anh ấy là người chuyền bóng giỏi nhất ở vị trí hậu vệ phải mà tôi từng thấy. Anh ấy là David Beckham và Kevin De Bruyne ở vị trí hậu vệ phải".
Alexander-Arnold thường xuyên phải đối mặt với những lời chỉ trích vì cho rằng anh thiếu khả năng phòng thủ. Trong mùa giải 2020–21 và 2022–23 những lời chỉ trích dấy lên mạnh mẽ hơn. Huấn luyện viên của anh nói rằng "Nếu ai đó nói Trent không thể phòng thủ, họ nên đến gặp tôi và tôi sẽ đánh gục họ. Tôi không thể nghe thấy điều đó nữa, tôi không biết cậu bé phải làm gì!"

## Cuộc sống cá nhân
Alexander-Arnold là cháu trai của John Alexander, cựu cầu thủ Reading và Millwall, đồng thời là cựu thư ký câu lạc bộ Manchester United. Bà ngoại là Doreen Carling, từng có mối quan hệ với cựu huấn luyện viên Alex Ferguson trước khi chuyển đến New York City. Do đó, Alexander-Arnold đủ điều kiện thi đấu cho Hoa Kỳ trước khi ra mắt cho đội tuyển Anh.
Trong năm 2020, anh và hậu vệ đồng đội của Liverpool, Andrew Robertson, đã đóng vai chính trong series của riêng họ trên IGTV có tên gọi là "Wingmen".

## Thống kê sự nghiệp

### Câu lạc bộ
Tính đến 5 tháng 7 năm 2025
| Câu lạc bộ          | Mùa giải            | Giải đấu            | Giải đấu | Giải đấu | Cúp quốc gia | Cúp quốc gia | Cúp liên đoàn | Cúp liên đoàn | Châu Âu | Châu Âu | Khác | Khác | Tổng cộng | Tổng cộng |
| Câu lạc bộ          | Mùa giải            | Hạng đấu            | Trận     | Bàn      | Trận         | Bàn          | Trận          | Bàn           | Trận    | Bàn     | Trận | Bàn  | Trận      | Bàn       |
| ------------------- | ------------------- | ------------------- | -------- | -------- | ------------ | ------------ | ------------- | ------------- | ------- | ------- | ---- | ---- | --------- | --------- |
| Liverpool           | 2016–17             | Premier League      | 7        | 0        | 2            | 0            | 3             | 0             | —       | —       | —    | —    | 12        | 0         |
| Liverpool           | 2017–18             | Premier League      | 19       | 1        | 2            | 0            | 0             | 0             | 12      | 2       | —    | —    | 33        | 3         |
| Liverpool           | 2018–19             | Premier League      | 29       | 1        | 0            | 0            | 0             | 0             | 11      | 0       | —    | —    | 40        | 1         |
| Liverpool           | 2019–20             | Premier League      | 38       | 4        | 0            | 0            | 0             | 0             | 7       | 0       | 4    | 0    | 49        | 4         |
| Liverpool           | 2020–21             | Premier League      | 36       | 2        | 1            | 0            | 0             | 0             | 8       | 0       | 0    | 0    | 45        | 2         |
| Liverpool           | 2021–22             | Premier League      | 32       | 2        | 3            | 0            | 3             | 0             | 9       | 0       | —    | —    | 47        | 2         |
| Liverpool           | 2022–23             | Premier League      | 37       | 2        | 2            | 0            | 0             | 0             | 7       | 1       | 1    | 1    | 47        | 4         |
| Liverpool           | 2023–24             | Premier League      | 28       | 3        | 2            | 0            | 2             | 0             | 5       | 0       | —    | —    | 37        | 3         |
| Liverpool           | 2024–25             | Premier League      | 33       | 3        | 1            | 1            | 2             | 0             | 8       | 0       | —    | —    | 44        | 4         |
| Liverpool           | Tổng cộng           | Tổng cộng           | 259      | 18       | 13           | 1            | 10            | 0             | 67      | 3       | 5    | 1    | 354       | 23        |
| Real Madrid         | 2024–25             | La Liga             | —        | —        | —            | —            | —             | —             | —       | —       | 5    | 0    | 5         | 0         |
| Real Madrid         | 2025–26             | La Liga             | 0        | 0        | 0            | 0            | —             | —             | 0       | 0       | 0    | 0    | 0         | 0         |
| Real Madrid         | Tổng cộng           | Tổng cộng           | 0        | 0        | 0            | 0            | —             | —             | 0       | 0       | 5    | 0    | 5         | 0         |
| Tổng cộng sự nghiệp | Tổng cộng sự nghiệp | Tổng cộng sự nghiệp | 259      | 18       | 13           | 1            | 10            | 0             | 67      | 3       | 10   | 1    | 359       | 23        |

1. ↑  Bao gồm FA Cup, Copa del Rey
2. ↑  Bao gồm EFL Cup
3. 1 2 3 4 5 6 7  Số lần ra sân tại UEFA Champions League
4. ↑  Một lần ra sân tại FA Community Shield, một lần ra sân tại UEFA Super Cup, hai lần ra sân tại FIFA Club World Cup
5. ↑  Ra sân tại FA Community Shield
6. ↑  Số lần ra sân tại UEFA Europa League
7. ↑  Số lần ra sân tại FIFA Club World Cup

### Quốc tế
Tính đến ngày 10 tháng 6 năm 2025
| Đội tuyển quốc gia | Năm       | Trận | Bàn |
| ------------------ | --------- | ---- | --- |
| Anh                | 2018      | 5    | 1   |
| Anh                | 2019      | 4    | 0   |
| Anh                | 2020      | 3    | 0   |
| Anh                | 2021      | 4    | 0   |
| Anh                | 2022      | 2    | 0   |
| Anh                | 2023      | 5    | 1   |
| Anh                | 2024      | 10   | 2   |
| Anh                | 2025      | 1    | 0   |
| Tổng cộng          | Tổng cộng | 34   | 4   |

Tính đến ngày 10 tháng 6 năm 2025
| # | Ngày                 | Địa điểm                                          | Số trận | Đối thủ              | Bàn thắng | Kết quả | Giải đấu                    |
| - | -------------------- | ------------------------------------------------- | ------- | -------------------- | --------- | ------- | --------------------------- |
| 1 | 15 tháng 11 năm 2018 | Sân vận động Wembley, London, Anh                 | 5       | Hoa Kỳ               | 2–0       | 3–0     | Giao hữu                    |
| 2 | 16 tháng 6 năm 2023  | Sân vận động quốc gia, Ta' Qali, Malta            | 19      | Malta                | 2–0       | 4–0     | Vòng loại UEFA Euro 2024    |
| 3 | 3 tháng 6 năm 2024   | St James' Park, Newcastle upon Tyne, Anh          | 24      | Bosna và Hercegovina | 2–0       | 3–0     | Giao hữu                    |
| 4 | 13 tháng 10 năm 2024 | Sân vận động Olympic Helsinki, Helsinki, Phần Lan | 33      | Phần Lan             | 2–0       | 3–1     | UEFA Nations League 2024–25 |

## Danh hiệu

### Câu lạc bộ
Liverpool
- Premier League: 2019–20,[118] 2024–25
- FA Cup: 2021–22
- EFL Cup: 2021–22, 2023–24
- FA Community Shield: 2022
- UEFA Champions League: 2018–19;[119]
- UEFA Super Cup: 2019[120]
- FIFA Club World Cup: 2019[121]

Đội tuyển quốc gia Anh
- UEFA Nations League Hạng ba: 2018–19[122]

### Cá nhân
- Cầu thủ trẻ xuất sắc nhất mùa giải của Liverpool (2): 2016–17, 2017-18
- Đội hình tiêu biểu của Premier League do Hiệp hội cầu thủ chuyên nghiệp Anh (PFA) bầu chọn: 2018–19
- Đội hình tiêu biểu của UEFA Champions League do UEFA bầu chọn: 2018-19